# PGC 1705480
LEDA/PGC 1705480 ist eine Spiralgalaxie im Sternbild Haar der Berenice am Nordsternhimmel. Sie ist schätzungsweise 1,1 Milliarden Lichtjahre von der Milchstraße entfernt und hat einen Durchmesser von etwa 160.000 Lichtjahren.
Im selben Himmelsareal befinden sich u. a. die Galaxien NGC 5016, IC 854, IC 4202, PGC 45669.